# Dynamine laugieri
Espèce
Dynamine laugieri  est une espèce d'insectes lépidoptères (papillons) de la famille des Nymphalidae, de la sous-famille des Biblidinae, de la tribu des Eubagini et du genre Dynamine .

## Dénomination
Dynamine laugieri a été décrit par Charles Oberthür en 1916 sous le nom initial d'Eubagis laugieri.

## Écologie et distribution
Dynamine laugieri n'est présent qu'en Guyane.

### Protection
Pas de statut de protection particulier.